# Marío Raffart
Marío Enríque Raffart Méndez (Gualeguaychú, Provincia de Entre Ríos, Argentina, 4 de diciembre de 1954) es un exfutbolista argentino que jugaba como centrodelantero.  
Es considerado el máximo ídolo de la Universidad Católica de Ecuador.

## Biografía
Nació en la ciudad de Gualeguaychú. Comenzó a jugar fútbol en la quinta división de un club local llamado Black River donde logró debutar en 1968 a los 14 años en la división provincial además de ser llamado a la selección de Gualeguaychú para disputar el campeonato provincial de la Provincia de Entre Ríos. En 1970 consiguió marcar 22 goles en el campeonato regional con la camiseta de aquel equipo.
En 1973 se marchó hacia Buenos Aires para probarse en el Atlanta de Villa Crespo siendo aceptado y empezando de esta manera su carrera como futbolista profesional.
Luego continuó su carrera en Ecuador, específicamente en la Universidad Católica donde vivió una época dorada, también jugó en Liga de Quito. Es considerado uno de los goleadores históricos del Campeonato Ecuatoriano de Fútbol. Posee 114 goles marcados en toda su carrera. Con la Universidad Católica marcó un total de 111: de los cuales 7 en 1974, 22 en 1977, 16 en 1978, 20 en 1979, 22 en 1980, 9 en 1981, 9 en 1982, 5 en 1986 y un gol en 1991, este último se lo anotó al Barcelona de Guayaquil en su último partido jugado previo a su retiro.
En 1980 con la camiseta de la Universidad Católica le anotó un gol al América de Cali por Copa Libertadores en la victoria del trencito azul en condición de visitante.

## Clubes
| Club                 | País      | Año         |
| -------------------- | --------- | ----------- |
| Atlanta              | Argentina | 1973        |
| Universidad Católica | Ecuador   | 1974        |
| Atlanta              | Argentina | 1976        |
| Universidad Católica | Ecuador   | 1977 - 1982 |
| Liga de Quito        | 1983      |             |
| Argentino de Rosario | Argentina | 1985        |
| Universidad Católica | Ecuador   | 1986 - 1991 |